# Антонеску, Михай
Михай Антонеску (18 ноября 1904, Нущет, Дымбовица — 1 июня 1946, Жилава) — румынский политический и государственный деятель, заместитель премьер-министра Румынии Иона Виктора Антонеску (своего однофамильца) и министр иностранных дел в годы Второй мировой войны, один из главных идеологов начала войны Румынии против СССР и инициатор создания так называемой Латинской Оси, военного союза европейских государств, направленный против врагов Германии и Румынии. Казнён по решению военного трибунала.

## Биография
Михай Антонеску родился 18 ноября 1904 года в селении Нучет, жудеца Дымбовица. Учился в школе в Питешти, затем в Национальном колледже в Бухаресте. В период с 1922 по 1926 годы Антонеску проходил обучение на юридическом факультете Бухарестского университета. После его окончания он работал адвокатом. Первоначально Михай Антонеску не был сторонником экстремистской нацистской партии «Железная гвардия». В 1930 году он стал членом Национал-либеральной партии Румынии.
Постепенно политические взгляды Михая Антонеску сдвинулись вправо, и вскоре он примкнул к «Железной гвардии», а также стал одним из доверенных лиц генерала Иона Антонеску. Влияние Михая росло по мере того, как другой высокопоставленный человек в партии — Хория Сима — терял его. Симе вскоре пришлось уехать из Румынии, а Михай Антонеску стал фактически вторым человеком в «Железной гвардии». С подачи Михая Антонеску начались массовые гонения на евреев в средствах массовой информации.
После подавления восстания легионеров в январе 1941 года Михай Антонеску занял посты заместителя премьер-министра и министра иностранных дел.

## Михай Антонеску в период Второй мировой войны

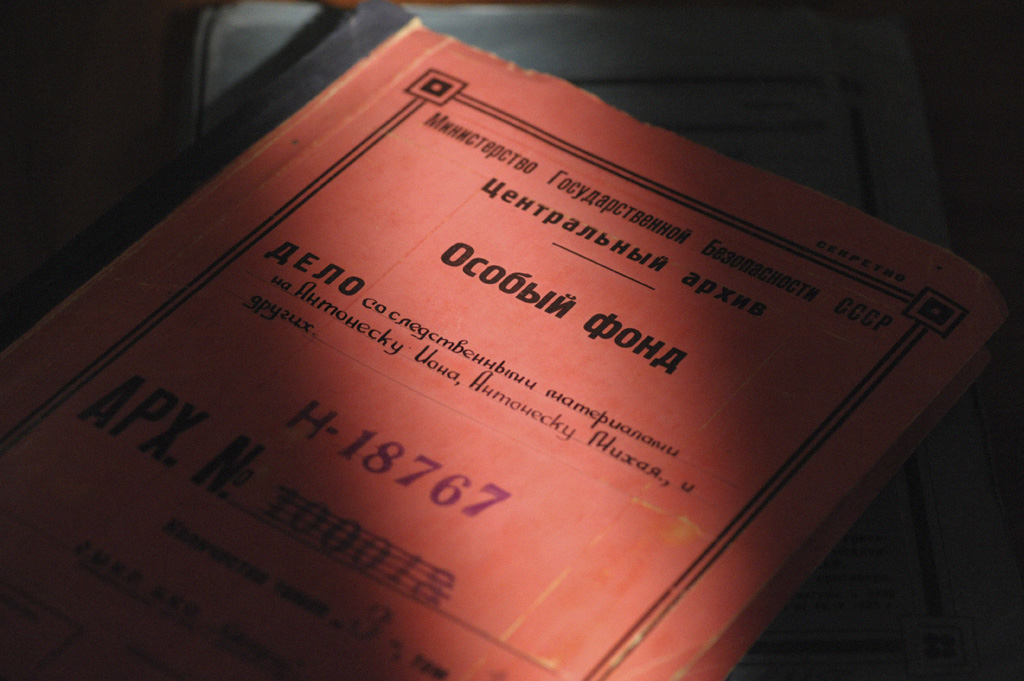
Дело Антонеску в Центральном архиве ФСБ

22 июня 1941 года, в 10 часов утра, в Бухаресте Михай Антонеску выступил с заявлением об объявлении войны Румынией Советскому Союзу. В своей речи он прославлял румын как великий народ и их сотрудничество с Гитлером, и называл славян и евреев деградировавшими и отсталыми расами. В 1941 году Ион Антонеску практически полностью был сосредоточен на военных операциях Румынии, и Михай Антонеску фактически получил полномочия на управление внутренними делами страны. Он многое сделал для укрепления связей Румынии с нацистской Германией. Михай Антонеску напрямую ответственен за гонения на евреев, населявших Румынию: их поражение в правах, лишению их имущества, он санкционировал еврейские погромы (например, в 1941 году в Яссах), запретил евреям выезжать из страны, а тех, кто на тот момент находился за её пределами, лишил гражданства. Михай Антонеску несёт ответственность за массовые убийства евреев в Бессарабии и Буковине, а также депортацию выживших в концентрационные лагеря, расположенные в образованном на захваченных землях Молдавской и Украинской ССР губернаторстве Транснистрия.
С конца 1942 года Антонеску встревожился после ухудшения положения на советско-германском фронте, и начал искать способы вывода Румынии из войны. Михай Антонеску пытался убедить Гитлера в том, чтобы он заключил мир на западном фронте и сосредоточил полную мощность своих войск на Советском Союзе. После поражения в битве под Сталинградом, где, в частности, были разбиты и некоторые румынские соединения, оба Антонеску приступили к уничтожению документов, которые могли бы пролить свет на их виновность в военных преступлениях. Михай Антонеску втайне от Гитлера собирался предложить Венгрии, Италии и Финляндии заключить сепаратный мир на западе и вступить в войну против СССР, в июне 1943 посетил Муссолини в Риме и вел переговоры, но из-за нерешительности Бенито Муссолини этого не произошло. Тем не менее, Михаю Антонеску удалось улучшить отношения Румынии с США и Великобританией, остановив депортацию евреев в концлагеря, разрешив их эмиграцию и реабилитировав тех, кто был ещё жив, однако при этом многие отмечают его пересиливание себя во время этих действий.
23 августа 1944 года, когда советские войска уже вплотную подошли к границам Румынии, король Румынии Михай I уволил и арестовал всё правительство Иона Антонеску, в том числе и Михая Антонеску, и заявил о капитуляции страны. После установления коммунистического режима в Румынии ряд бывших членов румынского правительства, в том числе и оба Антонеску, были отданы под трибунал. Четверо подсудимых — Ион и Михай Антонеску, Константин Василиу и Георге Алексяну — были признаны виновными в военных преступлениях против румынского народа[уточнить] и приговорены к смертной казни. 1 июня 1946 года все четверо были расстреляны неподалёку от города Жилава.